# 태안소방서
태안소방서(泰安消防署, Taean Fire Station)는 충청남도 태안군을 관할하는 충청남도 소방본부 산하의 소방서이다.
소방서장은 소방정으로 보한다.

## 조직
| - 소방행정과 - 소방행정팀 - 예산장비팀 | - 현장대응단 - 화재구조팀 - 예방교육팀 - 현장대응조사팀 |

## 관할센터 및 관할구역
태안소방서는 4개의 119안전센터와 1개의 구조구급센터를 산하에 두고 있다.
| 명칭                       | 사진 | 주소                    | 관할구역             | 지역대        |
| -------------------------- | ---- | ----------------------- | -------------------- | ------------- |
| 태안119안전센터            |      | 태안읍 동백로 100       | 태안읍, 남면         | 남면119지역대 |
| 안면119안전센터            |      | 안면읍 장터로 77        | 안면읍, 고남면       | 고남119지역대 |
| 원북119안전센터            |      | 원북면 마산길 37        | 원북면, 이원면       | 이원119지역대 |
| 근흥119안전센터            |      | 근흥면 신진대교길 201-8 | 근흥면, 소원면       | 소원119지역대 |
| 태안소방서 119구조구급센터 |      | 태안읍 동백로 100       | 충청남도 태안군 일원 |               |

## 사건사고
- 2016년 9월 21일에 소방시설을 점검하던 소방관이 교통사고로 2016년 9월 26일에 순직하였다.[4]

## 같이 보기
- 대한민국 소방청
- 대한민국의 소방
- 소방관 계급